# La rosaleda de Barbary
La rosaleda de Barbery (en francés: La roseraie de Barbary), es una rosaleda de 2 hectáreas de extensión, de propiedad y administración privada, que se encuentra en Saint-Vincent, Francia; está abierto al público todo el año previa cita.

## Instalaciones
La rosaleda alberga 800 variedades de rosales de rosas modernas con 4 quioscos lúdicos e interactivos.
Cuenta además con una terraza y un restaurante.